# 1250년대
1250년대는 1250년부터 1259년까지를 가리킨다.